# Nový Šaldorf-Sedlešovice
Obec Nový Šaldorf-Sedlešovice se nachází v okrese Znojmo v Jihomoravském kraji. Žije zde přibližně 1 800 obyvatel. Katastr obce je ze tří stran obklopen územím města Znojma, se kterým je urbanisticky srostlá.

## Části obce
- Nový Šaldorf
- Sedlešovice

## Geografie

### Poloha
Obec se nachází bezprostředně jižně od Znojma na pravém břehu Dyje, po proudu Sedlešovice a pak Nový Šaldorf. Na něj na východě přímo navazuje znojemská část Oblekovice. Sedlešovice jsou spojeny mostem se znojemskou čtvrtí Louka.

### Přírodní poměry
Obec se nachází na rozhraní Jevišovické pahorkatiny a Dyjsko-svrateckého úvalu, povrch je převážně ukloněný k východu, v severní části členitější, na jihu jen mírně zvlněný se suchým údolím na povodí Daníže. Na severozápadní okraj katastru zasahuje Národní park Podyjí, zde dosahuje území maximální výšky 347 m n.m. (Kraví hora). Nejníže je tok Dyje (207 m). Na jihozápadním okraji území se nachází přírodní památka Pustý kopec u Konic.

### Doprava
Novým Šaldorfem prochází silnice II/413 ze Znojma na hraniční přechod Hnanice/Mitterretzbach, na ni se napojuje silnice III/41318 přes Sedlešovice. Po západním okraji obce vede elektrifikovaná železniční trať Znojmo–Šatov–Retz, na níž je zastávka Znojmo-Nový Šaldorf, poměrně vzdálená od zástavby. Zastavují zde přímé osobní vlaky rakouských drah na trase Vídeň–Znojmo (jen v tomto směru; v opačném pouze jeden či dva ranní spoje).
Obec je obsluhována linkami znojemské MHD č. 802, 809 a Nový Šaldorf ještě příměstskou linkou č. 818, všechny integrované v IDS JMK. Obec je součástí znojemské tarifní zóny 800.

## Historie
Obec Nový Šaldorf-Sedlešovice patří k jednomu z nejstarších osídlení v blízkosti královského města Znojma. Historici ho datují už do 11. století. První písemná zmínka o Sedlešovicích pochází z roku 1190, o Novém Šaldorfu z roku 1634. Středověkou historii obce připomíná pozdně gotický sloup z počátku 16. století. Místní ho nechali postavit na paměť rozsáhlých záplav v obci. Kromě rodinné zástavby jsou pro ni charakteristické i vinné sklepy s lisovnami v části obce zvané Modré sklepy.
Po vzniku obecního zřízení v roce 1850 byl Nový Šaldorf součástí Starého Šaldorfu, v roce 1874 se osamostatnil. V letech 1938–1945 a 1976–1991 byl částí Znojma.
Sedlešovice byly po roce 1850 samostatnou obcí, v letech 1938–1945 a 1976–1991 byly rovněž součástí Znojma.
Současná sloučená obec Nový Šaldorf-Sedlešovice vznikla 1. ledna 1992.

## Pamětihodnosti
- Poklona v Sedlešovicích
- Boží muka v Sedlešovicích
- Kaplička v Novém Šaldrofě
- Kaplička v Sedlešovicích

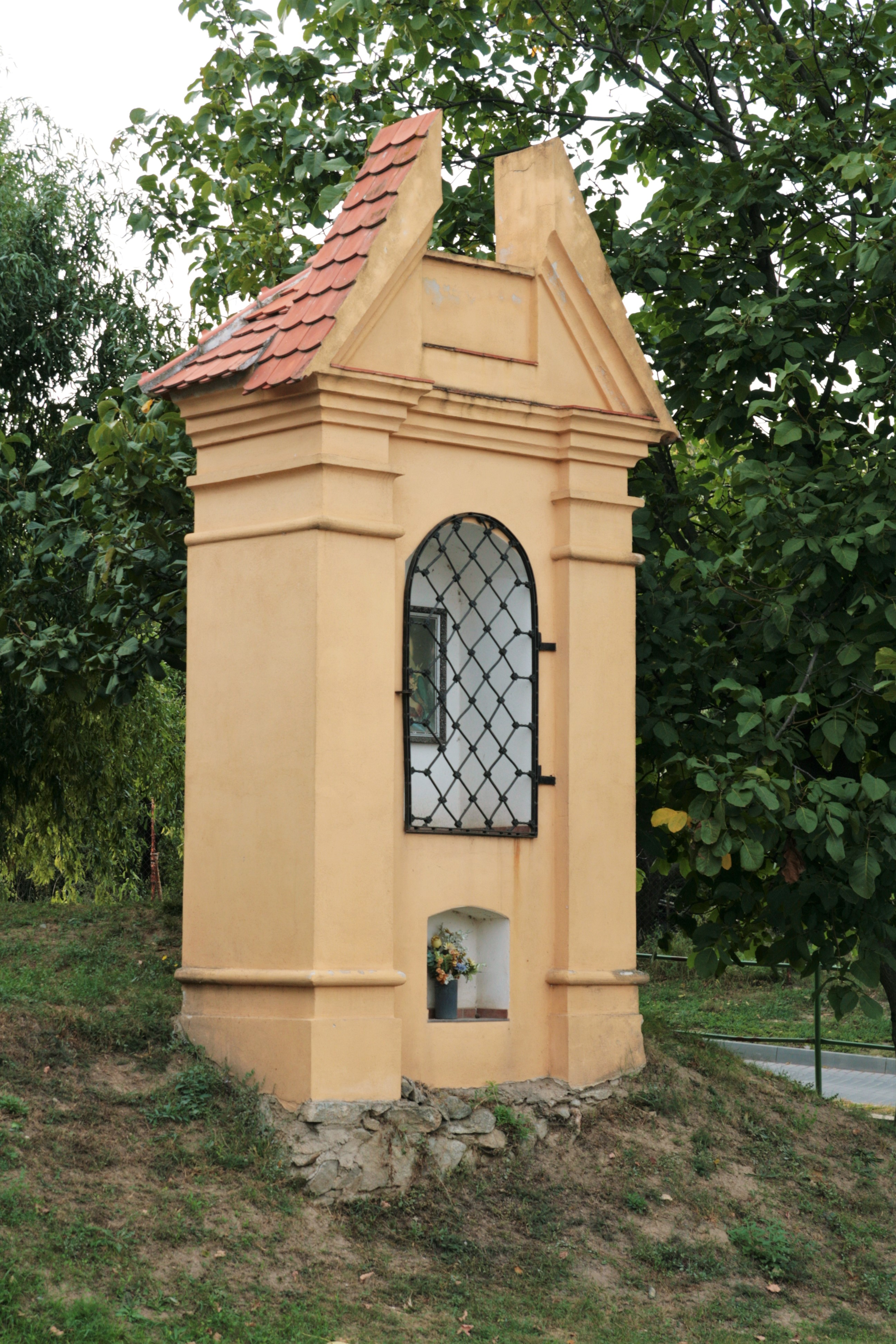
Výklenková kaplička – poklona na pomezí Nového Šaldorfu a Sedlešovic

- Pozdně gotický sloup v Sedlešovicích
- 2 sloupy se jmény padlých vojáků v první světové válce

## Vinařství
Obec náleží do Znojemské vinařské podoblasti. Zdejší vinné sklepy jsou hloubeny v pískovci prostoupeném vrstvami s obsahem jílu modrošedé barvy. Lokalita s „modrými“ sklepy zabírá plochu 9 hektarů a vešlo se na ni více než 180 vinných sklepů s pohnutou historií. 
V roce 1945 došlo k odsunu v podstatě všech původních německých obyvatel. Osídlenci, kteří přišli z nevinařských oblastí (především z Valašska), i při nejlepší vůli jen těžko navazovali na zhroucenou několikasetletou vinařskou tradici. Teprve po roce 1989 se začíná místní vinařství probouzet z prožitého marasmu. Lidé tak mohou nyní navštěvovat pravidelné ochutnávky v otevřených rodinných sklepech.